# ウイバナ

ウイバナ（We=MUKASHIBANASHI／ウィー ムカシバナシ）は、2019年に結成された日本の4人組女性アイドルグループ。所属事務所はzohfuku studio。
本項では「ウイバナ／We=MUKASHIBANASHI」と、旧体制である「サルカニバナシ 2nd Edition」、そしてその前身ユニット「サルカニバナシ」についても説明する。

## 概要
ウイバナ（We=MUKASHIBANASHI）は、2019年4月29日に旧体制「サルカニバナシ 2nd Edition」の活動を完遂し、新メンバーを加えリニューアル結成されたアイドルグループ。2022年1月3日に略称だったウイバナに改名した。
タグラインは、『終わらない、青春。』

### ユニット名など
元々のユニット名『We=MUKASHIBANASHI』には、「昔話=”童心(コドモゴコロ)”の象徴と捉え、『童心回帰』『昔話メロディック』をコンセプト」に、みんなに語り継いでもらえるようなアイドルになりたいという意味が込められている。ファンを指す呼称、『語り部 [かたりべ] 』は、旧体制から引き続き使用している。

### メンバー
| 名前              | 担当                  | カラー | 生年月日（現年齢）     | 出身地   | 備考                             |
| ----------------- | --------------------- | ------ | ---------------------- | -------- | -------------------------------- |
| サキマル（SAKI）  | さるかに合戦          | 青     | 1993年5月24日（31歳）  | 埼玉県   | 平日はＯＬとして勤務             |
| マクマキ（MAKI）  | わらしべ長者          | 赤     | 1994年10月29日（30歳） | 埼玉県   | 元女子プロレスラー「きのこ」     |
| シグマ（SHIGUMA） | 浦島太郎カメ→一休さん | 黄     | 1996年10月22日（28歳） | 新潟県   | 元白と黒のマテリアル「志隈未来」 |
| ユラァ（YURIA）   | 因幡の白兎            | 緑     | 2001年8月30日（23歳）  | 神奈川県 | 現役女子大生                     |

改名前までメンバー各々は、『日本昔話』を担当モチーフとしていた。

### 過去の所属メンバー
| 名前          | 担当                  | カラー            | 生年月日（現年齢）     | 出身地 | 備考                                                              |
| ------------- | --------------------- | ----------------- | ---------------------- | ------ | ----------------------------------------------------------------- |
| YUMI（ゆみ）  | 鶴の恩返し            | 黒                | 2002年12月17日（22歳） | 東京都 | ～2019年12月                                                      |
| GASHI（がし） | 舌切り雀              | 紫                | 1999年8月30日（25歳）  | 福岡県 | ～2019年7月 現レトロな少女「佐藤餓死」 東京妄想地図「さとうがし」 |
| SANA（さな）  | 一寸法師              | 緑                | 2000年7月22日（24歳）  | 埼玉県 | ～2019年8月                                                       |
| MUGI（むぎ）  | 桃太郎イヌ            | サポート メンバー | 1998年6月27日（26歳）  | 青森県 | ～2019年8月 現NiLUNLOCK「梅原エレナ」                             |
| KAHO（かほ）  | 桃太郎キジ→座敷わらし | オレンジ          | 1998年1月19日（27歳）  | 栃木県 | ～2021年4月 現Glim Assembler「華乃井かほ」                        |
| REN（れん）   | 桃太郎サル            | サポート メンバー | 1999年5月22日（25歳）  | 広島県 | ～2019年11月                                                      |

### 略歴・主なライブ
- 2019年
  - 4月29日 ワンマンライブ『IDOL FOR “SANKA” - 僕たちは、人間を、アイドルを、絶対的に肯定する。-』で、サルカニバナシ 2nd Editionの活動を完遂し、新体制「We=MUKASHIBANASHI」を公開。新メンバー2人（GASHI、SANA）と、新曲「The Gift」、「僕らはまた夢を見る」をお披露目する。
  - 5月6日 『第5回Tokyo Candoll 決勝戦』にて優勝。（エントリーした「サルカニバナシ 2nd Edition」として。3曲目で「The Gift」を披露[3]）フランス・パリで開催される『Japan Expo』への出演[4][5][6]が決定。
  - 5月25日 『アイドルダービーかよ！』（新曲「今という時間=幸せ」お披露目）
  - 5月26日 『Girls Face in SHIBUYA 〜We=MUKASHIBANASHI(ウイバナ) SAKI生誕祭〜』（さきまるソロ・新曲「KONOSAKI」お披露目）
  - 6月1日 『東京パフォーマンスアワード in 横浜』出演[7][8]
  - 6月7日 『渋谷大作戦』、YUMI学業のため一時活動休止[9]
  - 6月8日 『AKIBAだんじょん！presents SHIROだんじょん！』（新曲「Are You Ready?」お披露目）
  - 6月15日 『IDOL CONTENT EXPO @新木場STUDIO COAST ～Summer Premium Live～』出演
  - 6月27日 1stシングル「The Gift / Are You Ready ?」デジタル配信リリース[10]
  - 7月5日～7日 フランス・パリで開催された『Japan Expo』に出演[11]（新曲「ロックンロールスニーカー」お披露目）
  - 7月20日 GASHIが脱退。
  - 7月21日 MUGI、KAHOがサポートメンバーとして加入。
  - 7月30日 RENがサポートメンバーとして加入。
  - 8月1日 SANAが脱退。
  - 8月13日 MUGIが辞退。
  - 8月14日 SHIGUMAがサポートメンバーとして加入。
  - 9月4日 KAHOが正規メンバーに昇格。
  - 11月3日 RENのサポート期間が終了。
  - 11月4日 SHIGUMAが正規メンバーに昇格。
  - 12月30日 『紅白アイドル歌合戦SP-アイドルと踊れ -vo.22-』（目黒鹿鳴館）にて、活動休止中だったYUMIが一夜限り復活し、脱退。
- 2020年
  - 2月27日　1stワンマンライブ『童心理論』 （渋谷WOMB）
  - 9月28日 2ndワンマンライブ『We With the Word 'Craftsman'』（渋谷WWW X）にて、175R(イナゴライダー)ISAKICKのサウンドディレクター就任を発表。
  - 12月26日 1stHALLワンマンライブ『Purpose』（恵比寿The Garden Room）
- 2021年
  - 4月7日 3rdワンマンライブ『Ring』（渋谷TSUTAYA O-WEST（現Spotify O-WEST））にてSHIGUMAが脱退。[12]
  - 4月28日 KAHOが活動休止し、SAKIとMAKIの2人体制に。
  - 4月29日 KAHOの休止を受け、急遽SHIGUMAが一時復帰（以後、随時「助っ人」として参加）
  - 8月27日 YURIA（現ユラァ）の加入、SHIGUMA（現シグマ）が正式に再加入し、4人体制に。[13]
  - 8月28日 『@JAM EXPO 2020-2021』（横浜アリーナ）に出演。（新体制、新曲「夢を見ようぜ　-君との青春を忘れないように」お披露目）[14]
  - 10月2日　KAHOが正式に脱退を発表[15]
- 2022年
  - 1月3日 ユニット名を略称だった『ウイバナ』に改称。3月22日に初のメジャーシングル『初花』[注 2]リリースを公表。[16]
  - 2月23日 各音楽配信サービスサイトにて『初花』先行配信開始
  - 3月22日 ファーストメジャーシングル『初花』が正式リリースを開始、オリコンデイリーシングルランキング（2022年3月21日付）で1位を獲得。[17]
  - 4月3日 『初花』がオリコン週間シングルランキング（2022年4月4日付）で12位を獲得。[18]『ウイバナ RENAME, 1st ONEMAN LIVE 「初心」』（渋谷WOMBLIVE）開催。
  - 5月28日 『@JAM 2022 第2部 メインステージ争奪LIVE』（Zepp DiverCity）に出演。（新曲「煙」お披露目）
  - 7月2日 『超NATSUZOME 2022』に出演。（幕張海浜公園）（新曲「知ってる。」お披露目）
  - 8月5日、6日 『TOKYO IDOL FESTIVAL 2022』に出演。（5日は企画ステージにサキマル・シグマが出演）
  - 8月27日、28日 『@JAM EXPO 2022』（横浜アリーナ）に出演。（新曲「青春のすべて」お披露目）
  - 9月28日 『ウイバナ RENAME,2nd ONEMAN LIVE「至誠」』（代官山UNIT）開催。
  - 11月3日 『@JAM×アイドル横丁presents「秋葉原アイドルサーキットvol.2」』（Twin Box AKIHABARA）に出演。（新曲「どうせ、生きてくんだけどさ。」お披露目）
  - 12月17日 『ウイバナ ｘ HelloYouth全国横断ツアー2022-2023「青春派」』がスタート。（ツアー曲「MY NAME IS」お披露目）
- 2023年
  - 3月11日～16日[注 3] サウジアラビア・リヤドにあるテーマパーク「ブルバードワールド」で開催された『ジャパンアニメタウン』メインステージに出演
  - 4月29日 『ウイバナの日、語り部の日。 The Day of Webana, The Day of Kataribe. '23』（渋谷TAKE OFF 7）開催。
  - 5月27日 サキマル生誕祭『＃あたち３０さいでも、がんばっててえらい』（GARRET udagawa）開催。
  - 8月26日 『@JAM EXPO 2023 supported by UP-T』（横浜アリーナ）に出演。
  - 11月3日 『@JAM×アイドル横丁presents「秋葉原アイドルサーキットvol.3」』（TwinBox GARAGE）に出演。（新曲「ピースサイン」お披露目）

### メディア（誌面・ウェブ出演等）
- 2019年
  - 6月24日～6月30日 『渋谷109ビジョン（109フォーラムビジョン）』にてCM放映（配信シングル「Gift／Are You Ready?」）
  - 6月28日 音楽ナタリー『We=MUKASHIBANASHI×プロデューサー・ジツカワショウ「The Gift」インタビュー』[19]
  - 11月7日 BSCラジオ『ウイバナさきまるの、肉食うっきゃねぇな！』（SAKI）出演　〔～2020年6月25日：毎週木曜日21:00～22:00〕
  - 11月11日～17日 『Music B.B.』出演（SAKI、MAKI、KAHO）
- 2020年
  - 1月 フジテレビ『魔女に言われたい夜～正直過ぎる品定め～』1月度エンディングテーマ（「ボクらの紙ヒコーキ」）
  - 3月 フジテレビ『魔女に言われたい夜～正直過ぎる品定め～』3月度エンディングテーマ（「タイムカプセル」）
  - 4月21日　ABEMA『矢口真里の火曜The NIGHT』#191 出演[20]（SAKI、MAKI、KAHO、SHIGUMA）
  - 10月22日 『MARQUEE』 Vol.140 （発行:マーキー・インコーポレイティド、発売:星雲社）記事掲載
  - 12月11日 音楽フリーマガジン『レコメンダー』　2021年1月号　Vol.81 （発行：尚美ミュージックカレッジ専門学校）記事掲載[21]
- 2021年
  - 1月22日 『MARQUEE』 Vol.141 記事掲載
- 2022年
  - 12月6日～9日[注 4] TBSテレビ『全力アピール アダムシアター』 #93～#96[注 5] 出演[22]

## ディスコグラフィー

### オリジナル曲
| タイトル                                       | 初披露日           | 作詞                     | 作曲                         | JASRAC 作品コード |
| ---------------------------------------------- | ------------------ | ------------------------ | ---------------------------- | ----------------- |
| 僕と君の人間賛歌                               | 旧体制からの移行曲 | 旧体制からの移行曲       | 旧体制からの移行曲           |                   |
| 君が思うほど弱くはないし君が思うほど強くもない | 旧体制からの移行曲 | 旧体制からの移行曲       | 旧体制からの移行曲           |                   |
| The Gift                                       | 2019年4月29日      | ジツカワショウ           | GOTCHA BOXX                  |                   |
| 僕らはまた夢を見る                             | 2019年4月29日      | ジツカワショウ           | KEY-S                        |                   |
| 今という時間=幸せ                              | 2019年5月25日      | ジツカワショウ           | KEY-S                        |                   |
| KONO SAKI - SAKIソロ -                         | 2019年5月26日      | SAKI, ジツカワショウ     | Tanaka Tamag                 |                   |
| Are You Ready?                                 | 2019年6月8日       | ジツカワショウ           | zin                          |                   |
| ロックンロールスニーカー                       | 2019年7月5日       | ジツカワショウ           | zin                          | 737-3440-3        |
| ボクらの紙ヒコーキ                             | 2019年11月4日      | ジツカワショウ, SAKI     | zin                          | 253-0731-2        |
| 拝啓、いつかの君に                             | 2020年1月12日      | SAKI                     | 太田雄大                     |                   |
| タイムカプセル                                 | 2020年2月27日      | ジツカワショウ           | 松井俊介                     | 253-0741-0        |
| SweetChildren                                  | 2020年2月27日      | ジツカワショウ           | 太田雄大                     |                   |
| DAY1                                           | 2020年7月25日      | ジツカワショウ           | Barrel Pond                  |                   |
| Craftsman                                      | 2020年9月28日      | ジツカワショウ           | ISAKICK, 吹野クワガタ        |                   |
| Re:Re:resistance                               | 2020年11月7日      | ジツカワショウ, SAKI     | RYOJI, ISAKICK, 吹野クワガタ |                   |
| もしも、この世界に                             | 2020年11月28日     | SAKI                     | ISAKICK, 吹野クワガタ        |                   |
| PRAY DANCE                                     | 2020年12月26日     | ジツカワショウ           | 柏原収史                     |                   |
| Purpose - 青春群像 -                           | 2020年12月26日     | ジツカワショウ           | ISAKICK, 吹野クワガタ        | 745-9253-0        |
| Ring - 君と音楽と青春 -                        | 2021年4月7日       | ジツカワショウ           | ISAKICK, 吹野クワガタ        |                   |
| GO MY WAY                                      | 2021年4月10日      | 古川朋久, ジツカワショウ | ISAKICK, 奈良悠樹            |                   |
| 青い恍惚                                       | 2021年7月18日      | ジツカワショウ           | ISAKICK, 吹野クワガタ        |                   |
| 夢を見ようぜ -君との青春を忘れないように       | 2021年8月28日      | ジツカワショウ, SAKI     | 堤晋一, キタムラチカラ       |                   |
| 踊ろうぜ - 君が生きたい青春はここにあるから    | 2021年11月7日      | ジツカワショウ           | ISAKICK, ウイバナ            |                   |
| 初花                                           | 2022年1月3日       | ジツカワショウ, サキマル | ISAKICK, 吹野クワガタ        | 271-1182-2        |
| 煙                                             | 2022年5月28日      | ジツカワショウ, サキマル | ISAKICK, 吹野クワガタ        |                   |
| 知ってる。                                     | 2022年7月2日       | ジツカワショウ           | ISAKICK, 吹野クワガタ        |                   |
| 青春のすべて                                   | 2022年8月27日      | ジツカワショウ, サキマル | ISAKICK, 吹野クワガタ        |                   |
| どうせ、生きてくんだけどさ。                   | 2022年11月3日      | ジツカワショウ           | ISAKICK, 吹野クワガタ        |                   |
| MY NAME IS                                     | 2022年12月17日     | ジツカワショウ           | ISAKICK, 吹野クワガタ        |                   |
| 鐘の音                                         | 2023年1月22日      | ジツカワショウ           | ISAKICK, 吹野クワガタ        |                   |
| エントロピース                                 | 2023年4月1日       | ジツカワショウ           | ISAKICK, 吹野クワガタ        |                   |
| ピースサイン                                   | 2023年11月3日      | ジツカワショウ           | ISAKICK, 吹野クワガタ        |                   |
| ブルースターの花束                             | 2024年1月10日      | ジツカワショウ, サキマル | ISAKICK, 吹野クワガタ        |                   |
| サクラノオト                                   | 2024年3月9日       | ジツカワショウ, サキマル | ISAKICK, 吹野クワガタ        |                   |
| 籠の鳥                                         | 2024年4月1日       | ジツカワショウ           | ISAKICK, 吹野クワガタ        |                   |